# 莫斯梅因 (蒙大拿州)
莫斯梅因（英語：Mossmain）是位於美國蒙大拿州黃石縣的鬼鎮。

## 歷史
莫斯梅因的郵局於1916年設立，其後於1935年停運。

## 地理
莫斯梅因所處的海拔為高於海平面998米（即3274英呎），而該地所採用的時區為UTC-7，即北美山地時區（MST）。同時該地設有夏令時間，為UTC-7調快一小時，即UTC-6（MDT）。